# Gölöholm
Gölöholm är en ö i Finland. Den ligger i Skärgårdshavet och i kommunen Pargas i den ekonomiska regionen  Åboland i landskapet Egentliga Finland, i den sydvästra delen av landet. Ön ligger omkring 47 kilometer väster om Åbo och omkring 190 kilometer väster om Helsingfors.
Öns area är 6,1 hektar och dess största längd är 350 meter i sydöst-nordvästlig riktning. Ön höjer sig omkring 20 meter över havsytan.